# Šebestěnice
Šebestěnice är en ort i Tjeckien.   Den ligger i regionen Mellersta Böhmen, i den centrala delen av landet, 70 km öster om huvudstaden Prag. Šebestěnice ligger 385 meter över havet och antalet invånare är 120.
Terrängen runt Šebestěnice är lite kuperad. Runt Šebestěnice är det ganska glesbefolkat, med 36 invånare per kvadratkilometer. Närmaste större samhälle är Kutná Hora, 14,9 km nordväst om Šebestěnice. I omgivningarna runt Šebestěnice växer i huvudsak blandskog.